# ورزشگاه ساپوتو
ورزشگاه ساپوتو (به انگلیسی: Saputo Stadium) یک ورزشگاه مخصوص فوتبال در کانادا است.
این استادیوم ورزشگاه خانگی تیم مونترال ایمپکت است.